# Bandera de Catar
La bandera de Catar posee unas dimensiones de 11:28. Es de color granate con una franja vertical dentada (con nueve dientes de color blanco). En un primer momento fue de color rojo pero su exposición al sol oscurecía este color, circunstancia que motivó cambiar este color por el granate actual. 
Fue adoptada el 9 de julio de 1971 y guarda muchas semejanzas con la bandera de Baréin, pero sus proporciones y colores son diferentes.
El color blanco significa la paz; el granate resalta la sangre en la guerra.

## Banderas históricas

Bandera de Catar (1916-1932)
Bandera de Catar (1932-1936)
Bandera de Catar (1936-1949)
Bandera de Catar (1949-1971)
Bandera de Catar (1949-1971)
Bandera de Catar (1971–presente)

- Datos: Q172530
- Multimedia: National flag of Qatar / Q172530